# Furcifer voeltzkowi
Furcifer voeltzkowi — вид ящірок з родини хамелеонів (Chamaeleonidae).

## Етимологія
Вид названий на честь німецького біолога Альфреда Фельцкова (1860—1947), який зібрав типові зразки виду.

## Поширення
Ендемік острова Мадагаскар. Описаний у 1893 році зі зразка самця з провінції Махадзанга на північному заході острова. Востаннє хамелеона спостерігали у 1913 році. Були відомі лише самці. З цього часу впродовж 100 років хамелеона не спостерігали. Науковці припускали, що вид вимер, а деякі взагалі засумнівалися у валідності виду. У 2018 році вид був відкритий заново. Спеціально організована експедиція під керівництвом Франка Глау виявила трьох самців та п'ятнацять самиць у сільському саді при готелі в селищі Кацепі. Самиці були знайдені вперше, і було виявлено, що вони демонструють особливо барвисті візерунки під час вагітності, при зустрічі з самцями або при стресі. Крім того, вже після повернення з експедиції дослідники виявили знімки F. voeltzkowi , зроблені ще в 2015 році, на порталі iNaturalist.

## Опис
Самці завдовжки до 25 см. Вони мають подовжений рострум та високий шолом. Він має зелений основний колір з білою вертикальною смужкою з кожного боку. У стресових ситуаціях на тілі та хвості, а також на шоломі з'являються темно-зелені вертикальні смуги.
Самиці досягають завдовжки близько 15 см. У них рострум рудиментарний, шолом не дуже виражений. Самиця демонструє дві сильні варіації забарвлення між станом спокою та стресом. У стані спокою тіло має світло-зелений основний колір з темно-зеленими вертикальними смугами. На спині та шоломі також видно червоно-коричневі ділянки. По боках у передній частині тіла є дві-три світло-червоні точки, розташовані в ряд. У разі стресової реакції темно-зелені смуги чорніють. На рівні яскраво-червоних точок від щоки до основи хвоста розвивається фіолетова смуга, яка контрастує з точками. На спині з'являються чорно-білі цяточки.